# Саобраћај
Саобраћај је организовано кретање транспортних јединица на мрежи саобраћајница. Он је нежељена последица транспорта и постоји само ако постоје транспортне јединице које се крећу по заједничкој мрежи. Саобраћај на цестама може се састојати од пешака, натоварених или јахаћих животиња, возила, трамваја, аутобуса и других врста превоза, било појединачно или заједно, користећи јавни начин за сврху путовања. Саобраћајни закони су закони који регулишу саобраћај и возила, док су правила на цести и закон и неформална правила која су развијена временом да олакшају редни и временски ток саобраћаја.
Организовани саобраћај генерално има добро успостављене приоритете, траке, првенства пролаза, те контролу саобраћаја на раскрсницама.
Саобраћај је формално организован у више надлежности, са означеним тракама, раскрсницама, разменама, саобраћајним сигналима, или знаковима. Саобраћај се често дели по типу: тешка моторна возила (нпр. аутомобил, камион); остала возила (нпр. мопед, бицикл); и пешак. Различити типови могу делити ограничење брзине и служности, или могу бити одељени. Неке надлежности могу имати веома детаљна и комплексна правила на цести, док се остала више поуздају на возачев здрав разум и вољу да сарађује.
Организација обично производи бољу комбинацију путовања сигурно и ефикасно. Догађаји који ометају ток и могу узроковати да се саобраћај дегенерише у неорганизирани неред укључују: градња цесте, колизије и крхотине у коловозу. На одређеним густим аутопутевима, мањи поремећај може прерасти у феномен познат као саобраћајни талас. Потпуни колапс организације може резултирати у саобраћајном застоју и блокади. Симулације организованог саобраћаја често укључују теорију чекања, стохастички процес и једначине математичке физике примењене на саобраћајни ток.
Реч traffic (саобраћај) оригинално значи „размена” и долази од староиталијанског глагола trafficare и именице traffico. Порекло италијанских речи је нејасно. Сугестије укључују каталонски trafegar 'оцедити', претпостављени Вулгарни латински глагол transfricare 'трљати преко', претпостављена вулгарна латинска комбинација од trans- и facere 'направи или уради', арапски tafriq 'дистрибуција', и арапски taraffaqa, што може значити 'тражити профит'.

## Правила на цести
Правила на цести и етикета вожње су генералне праксе и процедуре које су корисници цесте дужни да поштују. Ова правила често се односе на све кориснике цесте, иако су они од посебне важности за мотористе и бициклисте. Ова правила уређују интеракцију између возила и пешака. Основна саобраћајна правила дефинисана су међународним уговором под ауторитетом Уједињених нација, 1968. Нису све државе потписници конвенције и, иако су неке потписници, локалне варијације у пракси је могуће ипак наћи. Такође постоје неписана локална правила цесте, која се генерално схватају од стране локалних возача.
Као генерално правило, за возаче се очекује да избегавају колизију са другим возилом или пешаком, без обзира на то да ли им локално правило дозвољава.
У додатку са правилима која се примјењују по принципу, саобраћајни знакови и саобраћајна светла морају се поштовати, и могу се давати инструкције од стране полицајаца, било рутински (на заузетој раскрсници уместо саобраћајних светала) или као цестовна саобраћајна контрола око конструкцијске зоне, удеса, или другог.
Ова правила треба разликовати од механичке процедуре потребне за рад нечијег возила.

### Усмерење
Саобраћај који иде у супротним смеровима треба одвојити на такав начин да они не блокирају пут једни другима. Најосновније правило је да ли ће се користити по левој или по десној страни цесте.

### Саобраћајни прописи
У доста земаља, правила на цести су кодификована, утврђивањем законских захтева и казне за њихово кршење.
У Уједињеном Краљевству, правила су постављена у Коду аутопута, који укључује обавезе али и савете како возити разумно и сигурно.
У Сједињеним Државама, саобраћајни закони су регулисани од стране држава и општина кроз њихове разумне саобраћајне кодове. Већина ових су засновани најмање на делу Униформног кода возила, али постоје варијације од државе до државе. У државама као што су Флорида, саобраћајно право и кривично право су одвојени, стога, осим ако неко не побегне са лица места несреће, почини саобраћајно убиство или убиство без предумишљаја, постаје само крив за мањи саобраћајни прекршај. Ипак, државе као Јужна Каролина имају у потпуности криминализовано њихово саобраћајно право, тако да на пример, особа је крива једноставно због путовања 5 миља преко ограничења брзине.

## Организовани саобраћај

### Приоритет (првенство пролаза)
Возила често улазе у конфликт са другим возилима и пешацима јер се њихови путеви међусобно пресецају, и због тога се мешају једни другима у руте. Генерални принцип који успоставља то ко има када право да иде први зове се „првенство пролаза”, или „приоритет”. Он успоставља ко има право да користи конфликтни део цесте и ко мора чекати док остали не ураде исто.
Знакови, сигнали, ознаке и остале могућности често се користе да учине приоритет експлицитним. Неки знакови, као што је знак стоп, скоро су универзални. Када не постоји знак или ознака, различита правила се посматрају зависно од локације. Ова препоручена правила разликују се између држава, и могу чак да варирају унутар држава. Трендови према униформности су објашњени на међународном нивоу од стране Бечке конвенције о путоказима и сигналима, која прописује стандардизоване уређаје контроле саобраћаја (знакови, сигнали, и ознаке) за успостављање права пролаза где је потребно.
Зебре (или пешачки прелази) су чести у насељеним подручјима, те могу показивати да пешаци имају приоритет у односу на возила. У већини модерних градова, саобраћајни сигнали се користе за успоставу права пролаза на густим цестама. Њихова примарна сврха јесте дати свакој цести дужину трајања у којем саобраћај може да користи пресециште на организовани начин. Интервали времена додељени за сваку цесту могу бити подешени да узму у обзир факторе као што су разлика у количини саобраћаја, потребе пешака, или друге саобраћајне сигнале. Пешачки прелази могу бити лоцирани поред осталих саобраћајних контролних уређаја; ако они нису такође регулисани на неки начин, возила морају дати приоритет њима када их користе. Саобраћај на јавним цестама често има приоритет у односу на друге као што су саобраћај из приватних поседа; шинска пресецишта и покретни мостови су уобичајени изузеци.

#### Неконтролирани саобраћај
Неконтролирани саобраћај долази у одсуству ознака на цести и саобраћајних светала. На цестама без ознака, возачи теже задржати се на адекватној страни ако је цеста довољно широка. Возачи често једни друге претичу, опструкције су честе.
Пресецишта немају сигнале ни ознаке, и партикуларна цеста на заузетом пресеку може бити доминантна – што значи, њен саобраћајни ток – до паузе у саобраћају, у то време доминантност пребацује на друге цесте, где су возила у реду чекања. На пресеку две окомите цесте, гужва се може догодити ако се четири возила суоче на супротним странама.

### Скретање
Возачи ће често желе да обуставе пут у једном правцу и скрену на неку другу цесту или неки приватни посед. Смерни сигнали возила (чешће познати као „жмигавци” или „индикатори”) често се користе као начин приказа нечије намере да скрене, тиме упозоравајући остале возаче. Тренутно кориштење смерних сигнала варира у многоме међу државама, иако њихова сврха би требала бити иста у свим државама: да покаже возачеву намеру одступања од тренутних (и природних) токова саобраћаја знатно пре него се скретање изврши (обично 3 секунде према смерницама).
Ово често значи да ће скрећући саобраћај морати да стана у циљу чекања да се прекид догоди, а ово може узроковати неугодност за возаче који их прате, а који не желе да скрену. То је разлог зашто се понекад пружају наменске траке и заштићене саобраћајне сигнализације за окретање. На прометнијим раскрсницама где заштићена трака не би била ефективна или не би могла бити изграђена, скретање може бити у потпуности забрањено, а возачи ће морати да „вози около” у циљу да остваре скретање. Већина градова примењују ову тактику веома често; у Сан Франциску, због њихове уобичајене праксе, прављење три узастопна скретања је познато као „лево скретање Сан Франциска”. Према томе, пошто је већина трака у Тајпеју превише заузета да дозвољава директна лева скретања, знакови често усмеравају возаче на вожњу око блока ради скретања.
Правила скретања нису универзална. На пример, у Новом Зеланду (држава у којој се вози са леве стране) између 1977. и 2012, саобраћај који скреће лево мора дати предност супротном саобраћају који скреће десно, а који жели узети исту цесту (осим ако не постоје вишеструке траке, али онда се возач мора пазити у случају да возило прескаче траке). Нови Зеланд је укинуо ово конкретно правило 25. марта 2012, осим на кружним токовима или приликом деградирања помоћу знакова уступања или заустављања. Иако је правило узроковало првобитно конфузију возача, те је више раскрсница захтевало или и даље захтева модификацију, за измену се предвиђа да ће евентуално спречавати једну смрт и 13 озбиљних повреда током године.
На цестама са више трака, за саобраћај који скреће генерално се очекује да се покреће на траци најближе смеру у којем возач жели да скрене. На пример, саобраћај који тежи да скрене десно ће се обично померати на најдеснију траку при раскрснице. Аналогно, саобраћај који скреће лево ће се померити на најлевљу траку. Изузеци за ово правило могу постојати где на пример саобраћајне власти одлуче да ће две најдесније траке скретати десно, у којем случају возачи могу узети било коју од њих да скрену. У одређеним деловима света саобраћај ће се адаптирати неформалним обрасцима који се намећу природно радије него силом власти; на пример, уобичајено је за возаче да проматрају (и верују им) скрећућим сигналима које користе остали возачи у циљу скретања са осталих трака. На пример, ако неколико возила на десној траци сви скрећу десно, возило може доћи са траке близу десној и скренути десно такође, радећи то у паралели са осталим возилима која скрећу десно.

## Autoputevi
U velikim gradovima, kretanje od jednog dela grada do drugog običnim ulicama i avenijama može trajati dugo vremena, budući da se saobraćaj često usporava zbog uskih raskrsnica, oštrih krivina, uskih propisanih traka i nedostatka minimalnog ograničenja brzine. Dakle, u velikim gradovima postalo je uobičajena praksa izgradnja puta za brži saobraćaj. Za obezbeđivanje brzog pristupa kroz gradske oblasti koriste se dve različite vrste puteva:
- Autocesta sa kontrolisanim pristupom je podeljen multi-lane autoput sa potpuno kontrolisanim pristupom i klasifikovanim raskrsnicama (bez prelaska).[17][18] Neki autoputevi se nazivaju ekspresnim, superpistemom ili auto-putem, zavisno od lokalne upotrebe. Pristup autoputevima je potpuno kontrolisan; ulaz i izlaz na autoput su dozvoljeni samo na interchange sa klasifikacijom.
- Put sa ograničenim pristupom je vrsta puta sa nižim nivoom usluga, koji ima neke ili mnoge karakteristike auto-puta sa kontrolisanim pristupom: to je obično široka multi-lane avenija, često ulica, sa nekim nivomima separacijom na raskrsnici.[19]

## Preopterećen saobraćaj
Na nekim mestima obim saobraćaja je konstantan, ekstremno visok, ili u vreme poznato kao špic, ili stalno. U iznimnim slučajevima, saobraćaj pre sudara vozila ili prepreke, kao što je izgradnja, može biti ograničen, što rezultira saobraćajnom gužvom. Ova dinamika u pogledu saobraćajne gužve poznata je kao saobraćajni tok. Saobraćajni inženjeri ponekad procenjuju kvalitet saobraćajnog toka u pogledu nivoa usluga.
U merenim podacima o saobraćaju otkrivene su opšte prostorno-vremenske empirijske karakteristike zagušenja puta, koje su kvalitativno iste za različite auto-puteve u različitim zemljama.

## Подела
Основна подела саобраћаја по видовима је на: 
- Друмски саобраћај
- Железнички саобраћај
- Ваздушни саобраћај
- Цевовод
- Водни саобраћај
- Телекомуникације
- Пренос порука